# Lothar Deplazes
Lothar Deplazes (* 14. August 1939 in Sagogn; † 2. Februar 2015 in Küsnacht) war ein Schweizer rätoromanischer Lyriker und Librettist.

## Leben
Er wurde 1939 in Sagogn geboren. Nach dem Geschichts- und Germanistikstudium in Zürich arbeitete er am Forschungszentrum für Geschichte und Onomastik des Kantons Tessin und war Lehrbeauftragter für Mediävistik an der Universität Zürich. Er war verheiratet mit der Historikerin Anna-Maria Deplazes-Haefliger.

## Werke
- Gion Cadieli, Werke, herausgegeben von Lothar Deplazes, 1983
- Enzennas dil cunfar, 2002
- Termagls dil temps Raquens cuorts, 2009
- Umbrivas muentadas, poesias 2001–2011, 2013
- Il cerchel magic (Oper in vier Akten), 1986
- Il semiader (Oper in vier Akten), 1996
- Tredischin (Kammeroper in sechs Bildern), 1996